# История математики в Армении
История математики в Армении берёт начало ещё со времён Урартского царства (IX—VII века до н. э.), когда использовались десятичная и шестидесятеричная системы счисления, и роль цифр исполняли клинописи. Сравнение арифметики в древней Армении с урартской указывает на их непосредственную связь. Следы урартской арифметики заметны в древней Армении ещё в эпоху, когда жил и работал Анания Ширакаци, и в арифметике, использовавшейся позже.
Уже после создания армянского письма в самом начале V века, в системе счисления в качестве цифр использовались армянские буквы. Одним из первых армянских учёных в области математики считается крупнейший учёный VII века Анания Ширакаци. Он был автором известного учебника арифметики. Также известны средневековые математики: Лев Математик, Николай Рабдас Артавазд, Ованес Имастасер, Григор Магистрос.
В период XVII—XIX веков, армяне диаспоры открывали армянские школы, в которых велось преподавание в том числе и математики. В этот период активным образом издавались математические книги на армянском языке. В целом, в период XVII—XIX веков, было издано около 90 учебников и пособий армянских авторов.
В XX веке в Ереване были основаны: Ереванский государственный университет (1921), Ереванский политехнический институт (1931, ныне — Национальный политехнический университет Армении), Ереванский педагогический институт (1922, ныне — Армянский государственный педагогический университет имени Хачатура Абовяна), Академия наук Армянской ССР (1943, ныне — Национальная академия наук Республики Армения, в 1944 году основан Институт математики), где ведутся фундаментальные исследования по теории приближений, теории функций, функциональному анализу, интегральному и дифференциальному исчислению и другим областям математики.

## Древность и Средневековье

### Урарту
Самые древние источники о математических знаниях на территории Армении — это клинописные таблички времён Урартского царства (IX—VII века до н. э.). Они свидетельствуют о том, что в то время использовались десятичная и шестидесятеричная системы счисления. Десятичная система коренным образом отличалась от египетской и была близка к современной системе. Клинописные таблички также свидетельствуют о  том, что с помощью нескольких символов записывались достаточно большие целые числа, а также дробные числа, и с ними производились операции сложения и вычитания. Ниже приведены несколько примеров чисел, взятых из царских надписей Сардури II, где единицы — , десятки — , сотни — , тысячи — :
| 23 — 8135 — 25000 — 6000 — 2500 — 12300 — 32100 — |

Урартийцы, высоко оценивая ассиро-вавилонскую культуру, перенимают у них клинообразные письмена, создают свою письменность и литературу, использованием клинообразных цифр вводят в употребление и делают обиходными крупные числа. Сравнение арифметики в древней Армении с урартской, указывает на их непосредственную связь.

### Создание армянского алфавита
О математических знаниях армян, особенно в V—VI веках, можно составить представление, с одной стороны, судя по философским и историческим трудам, где исследуются некоторые проблемы математики и астрономии, а с другой стороны, — по остаткам вещественной культуры (замки, палаты, церкви, мосты и оросительные системы), для строительства которых требовались математические знания и точные расчёты, а также по участию армян в международной торговле. В V и в начале VI веков большое количество специально отобранных учеников из Армении были отправлены для продолжения учёбы в Александрию, Афины и в Рим. Об этом свидетельствовали армянские историки V века.
До нынешних времён учёным — историкам науки не удалось найти чисто математические тексты, созданные армянами до V века, когда  Месропом Маштоцем был создан армянский алфавит. После создания армянского алфавита открылись армянские школы, где преподавали также математику. Армянские буквы использовались в качестве цифр, была создана алфавитная десятичная не позиционная система счисления, приведённая ниже (например: Գ — 3, Խ — 40, Չ — 700, Ք — 9000). Между алфавитными системами армян и греков, наряду со сходством, существовало и некоторое различие. Армяне употребляли 36 букв, а греки — 27. Урартская система использовалась параллельно с алфавитной, до тех пор, пока не была окончательно вытеснена последней. Но следы урартской системы остались в новой и передавались из поколения в поколение.
|         | 1 | 2 | 3 | 4 | 5 | 6 | 7 | 8 | 9 |
| Единицы | Ա | Բ | Գ | Դ | Ե | Զ | Է | Ը | Թ |
| Десятки | Ժ | Ի | Լ | Խ | Ծ | Կ | Հ | Ձ | Ղ |
| Сотни   | Ճ | Մ | Յ | Ն | Շ | Ո | Չ | Պ | Ջ |
| Тысячи  | Ռ | Ս | Վ | Տ | Ր | Ց | Ւ | Փ | Ք |

### Анания Ширакаци
Дошедшие до нас древние математические труды на армянском языке связаны с именем крупнейшего армянского учёного VII века, основоположника древнеармянского естествознания Анании Ширакаци. То, что до Анании Ширакаци (в V—VI веках) существовали армянские математики и математические труды на армянском языке, очевидно из одного его свидетельства. Во введении к таблицам сложения, Анания Ширакаци упомянул, что он переписывает в кратком виде труды своих предков:

Цель моя, о, любители мудрости и желающие учиться у меня: представить творчество наших предков — искусство осмысления, как живой голос доброго учителя. Учитесь на моих таблицах, хотя и изложил я их кратко, представив немного из многого.
Оригинальный текст (арм.)«Արձանացուցանել ձեզ զջանս նախնեաց զարուեստս համարողութեան: <…> Ուսուցանիջիք իմոցս գծագրեացս թէպէտ և կարճառօտ կարգեցի զսակաւս ի բազմաց…»
— Анания Ширакаци
Анания Ширакаци внёс большой вклад в математику. Им был составлен учебник арифметики, состоящий из нескольких частей: таблицы с операциями сложения и вычитания, таблицы с операциями умножения и деления, таблицы чисел вида {\displaystyle {\frac {6000}{n}}}, где {\displaystyle n} пробегает все значения букв армянского алфавита, а частные округляются до целого числа (Шеститысячник, арм. «Վեցհազարյակ»). В Армении также имелись аналогичные таблицы для чисел вида {\displaystyle {\frac {5000}{n}}{,}~{\frac {4000}{n}}} и некоторых других. Задачник, составленный Ширакаци состоит из 24 задач с ответами и из задач с занимательным содержанием (арм. «Խրախճանականներ»). Почти во всех задачах из задачника, отражена жизнь армянского народа: или в условиях говорится о событиях армянской истории, или применяются армянские меры. Задачи — линейные, с одним неизвестным, в одной (№ 22) требуется разделить величину в арифметической прогрессии. Встречающиеся в задачах дроби записаны в виде сумм долей единицы.
В начале VII века в Византии, государственной религией которой было христианство, начинается серьёзная борьба против языческой науки и её представителей. В связи с этими событиями, значение естественных наук и математики в Армении сильно падает. Об этом пишет Анания Ширакаци в своей автобиографии.
Историками науки показано, что начиная с I века до н. э., в Армении применяли следующие меры длины: аспарез (по воздуху), равный {\displaystyle 107{\frac {1}{7}}} шагам, аспарез (по земле) — {\displaystyle 142{\frac {6}{7}}} и {\displaystyle 150} шагам, градус, заключающий в себе {\displaystyle 500} аспарезов. Миля составляла {\displaystyle 7} аспарезов и в одном случае равнялась {\displaystyle 1000} шагам, в другом — {\displaystyle 1050}, а шаг — {\displaystyle 6} ступням, ступня — {\displaystyle 16} пальцам. В VII веке в Армении длину между двумя городами мерили милями, а расстояние между планетой и Землёй — аспарезами. Вся информация о мерах длины была написана в труде Анании Ширакаци «Ашхарацуйц» (арм. Աշխարհացույց).

### Математика в Армении после VII века
Продолжателем традиций Ширакаци является известный византийский математик и механик армянского происхождения Лев Математик (ок. 790 — ок. 869). В Константинополе он занимался преподаванием математики, а в 863 году создал и стал первым ректором Константинопольского университета. В математике Лев систематически применял буквы как арифметические символы, тем самым предвосхищая становление алгебры; он значительно упростил сложную символику Диофанта и сделал дальнейший шаг в развитии алгебраического направления в математике. Большой вклад в области математического образования конца XI начала XII века имеет Ованес Имастасер (Любомудрый), известный также как Иоанн Саркаваг (1045/55—1129). Из его математических трудов видно, что в армянских средневековых школах помимо практической, изучали также теоретическую арифметику — теорию чисел. Один из его трудов включает в себя армянскую версию таблиц умножения Пифагора. Его сочинение «Многоугольные числа» опиралось на «Арифметику» Никомаха. Ованес Имастасер является автором труда «Полигональные числа», который использовался в качестве учебника в XI—XII веках.
Математическое образование в Армении достигло высокого уровня к XI—XIV веках в армянских средневековых университетах: в Гладзорском университете (основан в 1282 году), в Татевском университете (основан в 1373 году), также в школах Ани, Ахпата и в других учебных заведениях, в том числе и за пределами Армении.
Также, продолжателем традиций Ширакаци является византийский математик армянского происхождения XIV века Николай Рабдас Артавазд. Сохранились два его письма на греческом языке. В одном из них говорится о том, как можно представить пальцами руки числа от 1 до 9999, а в другом — об извлечении квадратного корня из чисел.
В армянских школах использовались труды греческих классиков. Армянские учёные занимались переводами этих трудов. «Начала» Евклида были переведены на армянский язык несколькими авторами. Сохранившиеся отдельные части перевода относятся и к Анании Ширакаци, и к Григорию Магистросу (перевёл непосредственно с греческого текста в 1051 году), и к другим. Согласно Г. Б. Петросяну, старейшим, после арабского, переводом «Начал» Евклида, является армянский перевод Григора Магистроса. Дошедшие до нас фрагменты «Начал» Евклида в армянском переводе содержат перечисление постулатов и аксиом, легших в основу «Начал»; они проливают новый свет в частности на постулат о параллельных. В 1959 году был обнаружен ещё один перевод «Начал», сделанный Григором Кесарцем в XVII веке.

## XVII—XIX века. Армянская математическая литература
В XVII—XVIII веках вопросами математической науки также занимались историки-философы. Больши́е части их изданных трудов были посвящены проблемам арифметики и геометрии. В данный период были изданы многие книги, важные для математики и математического образования.
Первая печатная математическая книга на армянском языке «Искусство счисления» объёмом 147 страниц, была издана неизвестным автором в Марселе в 1675 году. Во введении к этой книге он указал, что написал её для торговцев, поскольку они были неграмотными в математике. Автор не использовал знаки сложения, вычитания, умножения, деления и равенства, хотя соответствующие понятия в книге постоянно использовались. В данном труде были использованы французские, итальянские, иранские математические термины. В дальнейшем, было обнаружено, что «Искусство счисления» является переводом труда Христофора Клавия на латинском языке. В XVII веке также, без указания имени автора и точного времени издания, была издана книга объёмом 120 страниц, 109 из которых — арифметические таблицы: таблица квадратов чисел 1—100, таблица умножения чисел 1—100 на 2, таблица умножения чисел 1—100 на 3 (и так далее до 100), таблица умножения чисел 1—100 на 200, таблица умножения чисел 1—100 на 300 (и так далее до 1000). В 1781 году в Венеции была издана книга Сукиаса Агмалянца «Арифметика» объёмом 511 страниц. Книга посвящена сложению, вычитанию, умножению, делению, сравнению, арифметическим и геометрическим прогрессиям и логарифмам. В 1794 году также в Венеции была издана книга Саака Проняна «Геометрия» объёмом 423 страницы. Книга посвящена геометрическим теоремам и аксиомам и исследованию геометрических терминов (линии, углы, треугольники, окружности и так далее). Уже после смерти Саака Проняна в 1810 году в Венеции издаётся его «Тригонометрия». В данной книге впервые в истории армянской математической литературы используются математические знаки. Книга посвящена тригонометрии, решению треугольников, сферической геометрии.
| |  |                                                         |                                                         |                                                         |
| Титульная страница первой печатной математической книги на армянском языке «Искусство счисления». 1675 год, Марсель |  | Чертежи из армянской редакции XVII века «Начал» Евклида | Чертежи из армянской редакции XVII века «Начал» Евклида | Чертежи из армянской редакции XVII века «Начал» Евклида |

В армянской математической литературе XVII—XVIII веков во множестве случаев используются русские термины. Написанные в Астрахани в 1744, 1753 и 1807 годах армянские рукописи, посвящённые вычислительному искусству, содержат арифметические задачи, в которых употребляются термины «рубль», «копейка» и другие, а также русские названия цифр. В то время, в российские учебные заведения Астрахани, в которых преподавали многие предметы, в том числе геометрию, попадали и оканчивали их лишь отдельные представители армянского населения России, количество которых никак не могло удовлетворить фактические потребности в образовании. 12 декабря 1810 года открывается Агабабовская школа в Астрахани, где бо́льшая часть армянского населения имела возможность получить образование. К 1828 году, когда вся Восточная Армения вошла в состав Российской империи, на всей ее территории начали открываться армянские учебные заведения. 9 декабря 1838 года в Константинополе открывается Скютарская семинария, преподаватели которой были армянами, получившими европейское образование.
Большое значение имеют труды Гукаса Тертерянца, изданные в Вене. В 1843 году издаются сразу два учебника: «Арифметика» и «Простая Геометрия». В 1846 году издаётся книга «Тригонометрия и конические сечения», объёмом 134 страницы. Вторая часть книги посвящена аналитической геометрии. В конце книги представлены 34 геометрических чертежа.
В целом, в период XVII—XIX веков, было издано около 90 учебников и пособий армянских авторов.

## XX—XXI века

### XX век
В 1921 году в Ереване был основан армянский университет. Преподавание высшей математики начали со дня основания университета на техническом факультете и факультете естествознания, а математиков готовили начиная с 1924 года на физико-математическом отделе педагогического факультета. Но в период 1921—1933 годов, в университете готовили только учителей математики для общеобразовательных и средних профессиональных школ. Уже после 1933 года физико-математический факультет Ереванского государственного университета стал действительно университетским факультетом с 5-летним учебным планом, где стали готовить учёных-математиков. В 1959 году физико-математический факультет был разделён на механико-математический и физический факультеты. С 1963 года на механико-математическом факультете начали готовить учёных в области математической кибернетики, а в 1972 году был создан факультет прикладной математики и информатики.
Самостоятельная научно-творческая деятельность в области математики в Советской Армении началась в 1937—1941 годах, когда несколько выпускников физико-математического факультета Ереванского государственного университета продолжили учёбу в Москве и Ленинграде, где защитив диссертации, вернулись в Ереван.
- Здание Президиума Национальной академии наук Республики Армения
- Здание Ереванского государственного университета
- Здание Национального политехнического университета Армении

10 ноября 1943 года — в самый разгар Великой Отечественной войны, когда постановлением Правительства СССР на базе Армянского филиала Академии Наук СССР была создана Академия Наук Армянской ССР (на основе Армянского филиала Академии наук СССР, созданного в 1935 году, ныне — Национальная академия наук Республики Армения). В 1944 году было создано отделение механики и математики АН Армянской ССР. Позднее, отделение было преобразовано в Институт математики и механики АН Армянской ССР. Институт математики был выделен в отдельную организацию в 1971 году. В 1956 году был создан Ереванский научно-исследовательский институт математических машин (ныне — Ереванский научно-исследовательский институт автоматизированных систем управления). В 1957 году был создан Вычислительный центр АН Армянской ССР (ныне — Институт информатики и проблем автоматизации НАН РА), где начали исследовать математические проблемы кибернетики и вычислительной техники, математическую обеспеченность систем автоматизации, автоматизацию научных исследований. Крупным центром исследований в области прикладной математики, информатики и компьютерных систем также является Национальный политехнический университет Армении. В 1961 году в НПУА был создан факультет компьютерных систем и информатики. Также, в университете есть факультеты прикладной математики и физики, кибернетики.
У истоков создания армянской математической школы стоял академик АН Армянской ССР Арташес Шагинян (1906—1978). Арташес Шагинян был первым советским армянским математиком. После окончания аспирантуры Ленинградского университета в 1937 году он вернулся в Ереван, успешно занимался одновременно научной и педагогической работой. Последователями армянской математической школы стали: М. М. Джрбашян, С. Н. Мергелян, Р. А. Александрян, Н. Х. Арутюнян, Г. Б. Петросян, В. В. Сагателян, Н. Г. Гаспарян, Г. В. Бадалян, Н. Е. Товмасян, А. А. Талалян, В. А. Мартиросян, И. Г. Хачатрян, Г. А. Амбарцумян; современные учёные В. С. Захарян, А. Б. Нарсисян, Р. В. Амбарцумян, Н. У. Аракелян, Г. Г. Геворкян, А. А. Саакян и многие другие.

#### Теория приближений
Исследования вопросов о полноте полиномов в комплексной области в Армении были начаты в конце 1930-х годов Арташесем Шагиняном и активным образом продолжались в 1940-х годах им, академиками АН Армянской ССР Мхитаром Джрбашяном (1918—1994) и Сергеем Мергеляном (1928—2008). Была исследована возможность приближения функций полиномами, а также вопросы о наилучшем приближении, относительно интегральной и равномерно-весовой метрик. В случае интегральных метрик, были получены точные признаки для некоторых широких классов областей. Было также получено полное решение равномерно-весового полиномного приближения для действительной оси. Так, со второй половины 1940-х годов, началась организация армянской математической школы теории функций.
Сергеем Мергеляном было получено решение для равномерного приближения полиномами в комплексной области. Этот метод был успешно применён также в вопросах о возможности равномерного приближения рациональными функциями, о наилучшем полиномном приближении. Эти работы Сергея Мергеляна были отмечены Сталинской премией.
В 1950-х годах Мхитаром Джрбашяном были начаты исследования среднего, равномерного и касательного приближений целыми функциями, которые получили окончательное решение в 1960—1970-х годах. Полностью были решены задачи о равномерном приближении аналитическими (частично целыми) функциями, и описание скорости касательного приближения.
Академиком АН Армянской ССР Норайром Аракеляном были получены решения нескольких общих задач о наилучших приближениях целыми функциями. Эти работы Норайра Аракеляна были отмечены премией Ленинского комсомола. Результаты работ были успешно применены в теории распределения значений. Начиная с 1970-х годов, Мхитаром Джрбашяном и другими были осуществлены исследования полноты и базисности некоторых систем аналитических функций. Норайром Аракеляном были получены ценные результаты о взаимосвязи вопросов о классическом аналитическом продолжении и теории комплексного приближения.

#### Общая теория функций
Серьёзные исследования в области теории функций в Армении начались в 1945 году, когда Мхитаром Джрбашяном была построена теория факторизации неограниченных мероморфных функций в области. В 1950—1960 годах им исследовались вопросы гармонического анализа в комплексной области и теории интегральных преобразований. Джрбашян построил идеальную теорию преобразований вида Фурье — Планшереля для произвольной системы лучей, выходящих из одной точки; получил новые фундаментальные результаты в представлении общих и аналитических функций; расширил и разработал известную классическую теорию Пэли — Винера; вместе с учениками разработал теорию дискретного гармонического анализа в комплексной области. В 1963 году Джрбашяном были определены новые классы мероморфных функций, связанных с функциями на {\displaystyle (-1,+\infty )}, которые в состоянии включить произвольные мероморфные функции в круге, а также была разработана теория параметрического представления данных функций.
Исследования в этой области произвёл и академик НАН РА Ваник Захарян. Мхитаром Джрбашяном и Ваником Захаряном были исследованы граничные свойства подклассов мероморфных функций ограниченного вида.
Вопросами дефектных значений общих и мероморфных функций занимался Норайр Аракелян. Впервые использовав методы теории приближений, Норайр Аракелян опровергнул известную гипотезу Рольфа Неванлинны о дефектных значениях целых функций конечного порядка.
В геометрической теории мероморфных функций и в теории распределения значений новые результаты получил Григорий Барсегян, разработав теорию Неванлинны — Альфонса.
В исследованиях теории аналитических функций важное место занимают вопросы о единственности, в том числе о квазианалитичности. Разрабатывая известные результаты Лоренца Ланделёфа, Арташес Шагинян получил «внутренние» интегральные признаки для аналитических функций в круге, которые в дальнейшем распространил на мероморфные функции в круге. Некоторые из этих результатов Ваник Захарян распространил на классы Джрбашяна.
Мхитар Джрбашян, основываясь на своей теории гормонального анализа в комплексной области, обобщил классическую идею о квазианалитичности Данжуа — Карлемана, построив теорию {\displaystyle \alpha }-квазианалитичных классов.
Важные исследования в области квазианалитических функций имеет Гайк Бадалян. Бадалян ввёл некоторое обобщение понятия производной и, опираясь на него, построил специальные ряды, более общие, чем тейлоровские. Эти ряды оказались подходящим аналитическим средством для представления функций некоторых квазианалитических классов.

#### Теория функций действительного переменного
Исследования в области функций действительного переменного (аналитических функций) в Армении начались в 1950-х годах. В начальном периоде исследования, в основном, относились к вопросу о представлении измеримых функций ортогональными (в частности — тригонометрическими) рядами и к вопросу о единственности этих рядов. В этой области осуществил исследования академик НАН РА Александр Талалян (1928—2016). Талалян доказал общие теоремы, согласно которым, рядами полных ортогональных систем могут быть представлены все измеримые функции. С 1965 года под его руководством ведутся исследования общих ортогональных систем и базисов. Получены важные результаты о существовании универсальных (в различных смыслах) ортогональных рядов. Решена задача восстановления рядов Уолша, сходных с интегрируемыми функциями, и доказаны такие теоремы единственности типов Кантора и Валле Пуссена для систем Гаара и Уолша, сходные с которыми, для триганометрических систем не существовали или не были известны до того.
Некоторые исследования в области теории функций комплексного переменного произвёл Гайк Бадалян. Задача Сеге о покрытии отрезков была решена Гайком Бадаляном для ограниченных функций из класса {\displaystyle S}.

#### Функциональный анализ
Исследования в области функционального анализа начались в 1950-х годах в Ереванском университете и в Институте математики АН Армянской ССР, и были посвящены вопросу о сходстве граничных задач нового типа в гильбертовом пространстве с задачей Коши. Эти исследования осуществил академик АН Армянской ССР Рафаэль Александрян (1923—1988). За цикл работ «Математические исследования по качественной теории вращающейся жидкости» он был удостоен Государственной премии СССР. В дальнейшем, несколькими учёными была расширена тематика исследований в областях функционального анализа и интегрального и дифференциального исчислений. Основными направлениями исследований были: теория операторов, операторные уравнения, спектральная теория самосопряжённых операторов. Была разработана идея ядра спектра, в особенности термин резольвенты произвольного самосопряжённого оператора, а также универсальный способ построения полной системы собственных функционалов и теоремы о спектральном анализе по данным функционалам. Были обнаружены асимптотические периодические условия решений нестационарных операторных уравнений некоторых классов, содержащих уравнение Шрёдингера.
Впервые на обратные задачи спектрального анализа дифференциальных операторов и на их важность для приложений обратил внимание Виктор Амбарцумян (ему же принадлежит следующий первый результат в этих задачах: если для непрерывной функции {\displaystyle \varphi (x)} краевая задача {\displaystyle y^{''}+\pi (x)y+\lambda y=0}, где {\displaystyle 0\leqslant x\leqslant \pi } и {\displaystyle y^{'}(0)=y^{'}(\pi )=0}, имеет спектр {\displaystyle \lambda _{n}=n^{2}~(n=1{,}~2{,}~3{,}\cdots )}, то {\displaystyle \varphi (x)=0}). Академик АН СССР Виктор Амазаспович Амбарцумян (1908—1996) является одним из величайших астрофизиков XX века. Немаловажны также его труды по смежным с астрофизикой наукам: по математике и по физике.
Некоторые из результатов о спектре дифференциального оператора {\displaystyle L} в пространстве {\displaystyle L(0,\infty )} перенесены академиком АН Армянской ССР, радиофизиком Радиком Мартиросяном на дифференциальные операторы в частных производных.

#### Другие разделы математики
Исследования в области интегрального и дифференциального исчислений начались в Армении в 1930-х годах. В этот период, армянские математики получили некоторые результаты о параболических уравнениях. Обобщённые исследования велись с 1948 года Рафаэлем Александряном. Основными темами исследований были эллиптические, гипоэллиптические, гиперболические, слабые гиперболические, интегральные (в том числе сингулярные интегральные) уравнения. Исследовались граничные задачи нового типа для некоторых неклассических систем дифференциальных уравнений, для уравнения колебания струны в области Дирихле; также было разработано понятие обобщённой собственной функции. Ишханом Саргсяном исследован спектральный анализ задачи Штурма — Лиувилля, а полученные результаты распространены на однородные системы Дирака. Также исследовались обратная задача Штурма — Лиувилля и обратная задача теории рассеяния при наличии уравнений высокого порядка.
В областях теории вероятностей и математической статистики исследования в Армении начались в послевоенное время. Был получен ряд результатов по теории случайных процессов, а в дальнейшем — о критерии {\displaystyle \chi ^{2}}.
В 1970—1980 годах, академиком АН Армянской ССР Рубеном Амбарцумяном было создано новое научное направление — комбинаторная интегральная геометрия. Комбинаторная интегральная геометрия успешно применялась в исследовании решений задач стохастической геометрии, в частности, решены задачи стереологии геометрических случайных процессов. Также, исследовались другие вопросы стохастической геометрии.
Исследования в области алгебры начались в 1950-х годах. Исследовались вопросы о представлении квадратных матриц, об анализе некомпактных простых групп Ли, об исследовании тождеств второй степени в универсальных алгебрах и в алгебрах второй степени и другие. Систематическое применение бесконечных систем уравнений к решению конкретных задач математической физики, и в связи с этим, — развитие методов исследования и решения возникающих здесь систем, осуществлены в работах армянских математиков: Б. Л. Абраамяна, Е. А. Александрян, Н. Х. Арутюняна, Н. О. Гулканян, М. М. Джрбащяна, Б. А. Костандяна, Р. С. Минасяна, О. М. Сапонджяна, М. С. Саркисяна, К. С. Чобаняна.

### XXI век
В начале нового тысячелетия в Армении основные математические исследования ведутся в Институте математики НАН РА и в Ереванском государственном университете. В первые годы работы, Институт математики НАН РА, занимался в основном теорией функций. Со временем, сфера исследований расширилась, и в настоящее время включает комплексный анализ, действительный анализ, дифференциальное и интегральное исчисление, теорию вероятностей, математическую статистику, математическую физику.
В Армении издаются следующие математические журналы: «Известия НАН Армении: Математика» (Национальная академия наук Республики Армения, главный редактор — Артур Саакян), Армянский журнал математики (Национальная академия наук Республики Армения, главный редактор — Анри Нерсисян), Математика в высшей школе (Национальный политехнический университет Армении, главный редактор — Ваник Захарян), «Вестник ЕГУ. Серия физики и математики» (Ереванский государственный университет, главный редактор — Варужан Атабекян), также действует Армянский математический союз, который объединяет математиков страны.